# Afyonkarahisarspor
Afyonkarahisarspor war ein türkischer Fußballverein.

## Geschichte
Der Verein wurde 2005 gegründet. Der Vorgängerclub Afyon Sekerspor fusionierte 2005 mit dem Amateurclub Afyonspor, wodurch Afyonkarahisarspor gegründet wurde. Der Vereinssitz ist in der türkischen Stadt Afyon. Die Spiele werden im Afyon-Atatürk-Stadion ausgetragen, das eine Kapazität von 10.000 Plätzen hat. Die Vereinsfarben sind Lila und Weiß, die nur von drei Clubs in den Profi-Ligen verwendet werden. Der bekannteste ehemaliger Spieler ist Ümit Davala, der 1994 für Afyonspor gespielt hat und noch in der gleichen Saison zu İstanbulspor gewechselt ist. In der laufenden Saison 2012/13 entschieden alle Spieler, den Verein zu verlassen, weil ihnen zu Ohren gekommen sein soll, dass der Verein geschlossen werden soll. Daraufhin zog sich der Verein aus dem Spielbetrieb zurück und entschied in der folgenden Saison, Afyonkarahisarspor zu schließen. Nachfolgerverein ist Afjet Afyonspor.

## Ligazugehörigkeit
- TFF 2. Lig: 1967–1973, 1983–1989, 1990–1991, 1994–1998, 2007–2009
- TFF 3. Lig: 1973–1974, 1989–1990, 1991–1994, 1998–2004, 2005–2007, 2009–2012
- Bölgesel Amatör Lig: 2012–2013
- Amatör Lig: 1981–1983